# HMS Bellona (1760)
HMS Bellona (1760) — 74-пушечный линейный корабль 3 ранга Королевского флота, второй корабль, названный в честь Беллоны. Заказан 28 декабря 1757 года. Спущен на воду 19 февраля 1760 года на королевской верфи в Чатеме. Достроен 6 апреля 1760 года.

## Постройка
Головной корабль одноименного типа. Первый из 74-пушечных, одобренных (31 января 1758 года) со вступлением лорда Ансона на пост Первого лорда. Дал начало целому ряду типов 74-пушечных, также спроектированных Слейдом. Все они были вариациями на тему Bellona, общим числом свыше 40, хотя несколько отличались размерами, а в точности по этому чертежу построены только 5 кораблей. Сама Bellona прослужила с перерывами свыше 50 лет, необыкновенно долго даже для деревянных парусных кораблей.

## Служба

### Семилетняя война
Вступил в строй в феврале 1760 года, капитан Питер Деннис (англ. Peter Dennis); присоединился к флоту адмирала Эдварда Хока.
1761 — капитан Роберт Фолкнор (англ. Robert Faulknor); 14 августа у Виго в одиночку взял 74-пушечный французский Courageux, одновременно HMS Brilliant вел бой с двумя фрегатами.
13 августа перед закатом Bellona и Brilliant (36), капитан Джеймс Боджи (англ. James Bogie), в районе Виго погнались за тремя кораблями, не упуская их из виду всю ночь. Утром до них было около пяти миль, когда большой корабль сделал сигнал, уменьшил паруса, и направился к Bellona, в то же время два фрегата сблизились с Brilliant, и около 6 утра начался бой. Минут через десять бизань-мачты обоих линейных кораблей упали за борт; противник почти пересек курс Bellona, но капитан Фолкнор с большим присутствием духа повернул ему под корму и завязал бой в упор с другого борта. Этот неожиданный маневр привел противника в замешательство, и в девять минут восьмого он спустил флаг. Это оказался Courageux, 74 пушки, 700 человек. Его капитан, Дюгонь де Л’Амбер (фр. Dugne de L'Ambert), скончался в Лиссабоне от ран. Корабль шел на Сан-Доминго, с грузом, оцененным в 320 000 фунтов, и выкупом за 5 призов. Его потери были 240 человек убитыми и 110 ранеными. Bellona потеряла 6 человек убитыми и 28 ранеными. Увидев судьбу Courageux, фрегаты (оба 32-пушечные) которые сражались с Brilliant, увалились и бежали. Это были Le Malicieux, капитан Лонгвиль (фр. Longueville), и L’Hermione, капитан Монтинье (фр. Montigney). Капитан Brilliant Боджи показал себя как искусный офицер, связав боем оба фрегата и не давая им приблизиться и действовать против Bellona.
1762 — май, капитан Чарльз Эллис (англ. Charles Ellys), под брейд-вымпелом капитана Питера Дэвиса (англ. Peter Davis), на Баскском рейде.
1763 — февраль, выведен в резерв; июнь, возвращен в строй, капитан Джон Эллиот (англ. John Elliott); брандвахта в Портсмуте (до 1771 года).
1764 — апрель, переоборудован под брандвахту.
1765 — капитан Уильям Кэмпбелл (англ. William Campbell).
1767 — капитан Майкл Эверитт (англ. Michael Everitt). Четыре человека были госпитализированы: Генри Дэви (англ. Henry Davy), Даниель Монро (англ. Daniel Monroe), Джеймс Эллис (англ. James Ellis), Уильям Уиттон (англ. William Whitton); позже корабль принял капитан Джордж Боуэн (англ. George Bowen).
1770 — капитан Джон Монтегю (англ. John Montagu); ноябрь, капитан Эдвард Вернон (англ. Edvard Vernon).
1771 — май, выведен в резерв в Чатеме.

### Американская революционная война
1778 — октябрь, капитальный ремонт и оснащение и обшивка медью в Портсмуте по апрель 1780 года; именно Bellona заработала королевское одобрение на полную обшивку медью подводной части, и получила её одной из первых; по свидетельствам современников, для этого Чарлз Миддлтон, контроллер флота, представил Георгу III на аудиенции специально заказанную модель корабля.
1780 — февраль, введен в строй, капитан Ричард Онслоу (англ. Richard Onslow); присоединился к флоту адмирала Гири; 30 декабря вместе с HMS Marlborough взял в Канале 54-пушечный голландский Prinses Carolina
1781 — 13 марта с флотом адмирала Дарби вышел на помощь осажденному Гибралтару, прибыл 12 апреля.
1782 — апрель, в эскадре Баррингтона; май, в эскадре Кемпенфельта; летом с флотом адмирала Хау; с ним же 11 сентября вышел для снятия осады с Гибралтара; 20 октября был при мысе Спартель; с эскадрой Хьюза ушел в Вест-Индию, прибыл 8 декабря.
1783 — июнь, вернулся в Англию, выведен в резерв и рассчитан.

### Межвоенные годы
1785 — октябрь, малый ремонт в Портсмуте по апрель 1786 года.
1787 — октябрь, введен в строй, капитан Джордж Бойер (англ. George Bowyer); декабрь, обратно в резерв.
1789 — февраль, введен в строй, капитан Френсис Хартвелл (англ. Francis Hartwell); брандвахта в Портсмуте; июль, переоборудован под брандвахту.
1791 — сентябрь, выведен в резерв; декабрь, средний ремонт в Чатеме и оснащение для службы в море по сентябрь 1793 года.

### Французские революционные войны
1793 — март, введен в строй, капитан Джордж Вилсон (англ. George Wilson).
1794 — 13 октября ушел в Вест-Индию.
1795 — Вест-Индия; 5 января совместно с HMS Alarm взял французские Duquesne (36) и Duras (20); 11 мая взял французский приватир — шхуну Bellone.
1796 — вернулся в Англию; 13 февраля ушел на Подветренные острова; 17 августа присоединился к эскадре Эльфинстона на мысу Доброй Надежды, с ней принял капитуляцию голландской эскадры в бухте Салдана.
1797 — 7 января у Дескады взял 6-пушечный приватир La Légère; 10 января уничтожил еще один; февраль, был при захвате Тринидада.
1798 — Флот Канала.
1799 — капитан Вилсон перешел на другой корабль; февраль, капитан сэр Томас Томпсон (англ. Thomas Thompson); 6 мая ушел в Средиземное море; 18 июня с эскадрой Маркхэма взял французские Junon (40), Alceste (36), Courageuse (32), Salamine (18) и Alerte (14).
1800 — с флотом лорда Бридпорта у Бреста; 16 сентября выведен в резерв в Плимуте; 31 октября на нем поднял флаг лорд Сент-Винсент, купивший на зиму дом в Торбее.
1801 — был на Балтике; 2 апреля был при Копенгагене, потерял 11 человек убитыми, 72 ранеными (включая капитана Томпсона); 3 марта Bellona, HMS London, HMS Ganges, HMS Eugenie и HMS Harpy вышли из Портсмута на соединение с флотом адмирала Хайд-Паркера на рейде Ярмута. Для противодействия угрозе северных держав флот, имея 18 линейных, фрегаты и бомбардирские корабли, вышел 12 марта и встал на якорь у входа в Зунд 21 марта.
2 апреля корабли снялись с якорей, чтобы занять предписанные позиции против датских кораблей в гавани Копенгагена. HMS Agamemnon не смог обогнуть мель и был вынужден встать на якорь там же. Bellona из-за невежества лоцмана взяла слишком далеко вправо после огибания Миддельгрунн и выскочила на берег примерно в 450 ярдах от конца датской линии. HMS Russell, следуя за ней, также сел на мель, и его бушприт навис почти над ютом Bellona. Оба корабля могли использовать свои пушки, но не очень эффективно, и оба были в пределах досягаемости артиллерии датчан. Пушки Bellona были старые, и некоторые из них разорвались, убив расчёты.
9 матросов и 2 морских пехотинца были убиты и 48 матросов, 10 морских пехотинцев и 5 солдат получили ранения. Капитан Томпсон потерял ногу, временно был назначен командовать Джордж Мак-Кинли (англ. George M'Kinley). После ремонта в конце апреля его сменил временный капитан Томас Берти (англ. Thomas Berthie) с HMS Ardent, и в июле Bellona присоединилась к Флоту Канала у Бреста.
Июль прошел в ирландских водах; затем в блокаде Кадиса; затем в Вест-Индию.
1802 — 24 июня Bellona, HMS Vengeance, HMS Brunswick и HMS Orion вернулись в Портсмут с Ямайки. В первую неделю июля все были рассчитаны и выведены в резерв.

### Наполеоновские войны
1805 — апрель-август, ремонт и оснащение в Портсмуте; вступил в строй в июле, капитан Чарльз Патер (англ. Charles Pater); входил в летучий отряд Страчана, но покинул его до 3 ноября.
1806 — февраль, капитан Джон Эрскин Дуглас (англ. John Erskine Douglas); вернулся в эскадру Страчана, с ней преследовал Лессега (фр. Lessegues) и Вильоме́ (фр. Willeaumez) перед Сан-Доминго; 14 сентября у мыса Генри участвовал в уничтожении 74-пушечного L’Impétueux.
14 сентября HMS Belleisle, Bellona и HMS Melampus были примерно в 35 милях от мыса Генри, в поисках эскадры сэра Ричарда Страчана, когда был обнаружен линейный корабль под временными мачтами, курсом на Чесапик. Британцы гнались за ним, пока противник не сел на грунт, затем были направлены шлюпки, чтобы овладеть им. Он оказался французским Impétueux (74), из эскадры контр-адмирала Вильоме, поврежденным во время шторма. Капитан Melampus Пойнтц (англ. Poyntz) снял с него команду и поджег.
1807 — временный капитан Джон Бастард (англ. John Bastard), Галифакская станция. Летом 1807 года капитан Дуглас командовал эскадрой при Чесапике. Здесь он участвовал в переписке с мэром города Норфолка о капитане HMS Leopard Хамфрисе который, следуя приказу о поиске дезертиров, открыл огонь по USS Chesapeake.
1809 — временный капитан Стэр Дуглас (англ. Stair Douglas); действовал на Баскском рейде, затем в устье Шельды; декабрь, малый ремонт в Портсмуте по март 1810 года.
1810 — тот же капитан; 18 декабря в Северном море взял 14-пушечный приватир Héros du Nord.
1812 — май, капитан Джордж Мак-Кинли (англ. George M'Kinley). Входил в состав флота адмирала Уильяма Янга (англ. William Young) в Северном море; крейсировал у устья Шельды; затем пошел на остров Святой Елены; вернулся в мае 1813 года. До конца войны принял участие в блокаде Шербура.
1813 — в отстое в Чатеме.
1814 — сентябрь, разобран там же.